# Pachydissus picipennis
Pachydissus picipennis là một loài bọ cánh cứng trong họ Cerambycidae.